# Open GDF Suez de Limoges 2014
L'Open GDF Suez de Limoges 2014 è stato un torneo di tennis femminile giocato sul cemento (indoor). È stata l'ottava edizione del torneo, che fa parte del WTA Challenger Tour 2014. Il torneo si è giocato a Limoges in Francia dal 3 al 9 novembre 2014.

## Partecipanti

### Teste di serie
| Nazionalità | Giocatrice                | Ranking* | Testa di serie |
| ----------- | ------------------------- | -------- | -------------- |
| Francia     | Alizé Cornet              | 20       | 1              |
| Francia     | Caroline Garcia           | 38       | 2              |
| Romania     | Monica Niculescu          | 47       | 3              |
| Germania    | Annika Beck               | 54       | 4              |
| Slovacchia  | Anna Karolína Schmiedlová | 73       | 5              |
| Belgio      | Alison Van Uytvanck       | 75       | 6              |
| Svizzera    | Stefanie Vögele           | 78       | 7              |
| Francia     | Pauline Parmentier        | 79       | 8              |
| Francia     | Kristina Mladenovic       | 80       | 9              |

- Ranking al 27 ottobre 2014.

### Altre partecipanti
Giocatrici che hanno ricevuto una wild card:
- Océane Dodin
- Caroline Garcia
- Amandine Hesse
- Virginie Razzano

Giocatrici che sono passate dalle qualificazioni:
- Gioia Barbieri
- Darʹja Kasatkina
- Katarzyna Piter
- Urszula Radwańska

## Vincitrici

### Singolare
Tereza Smitková ha sconfitto in finale  Kristina Mladenovic per 7–6(4), 7–5.
- È il primo titolo in carriera per la Smitková.

### Doppio
Kateřina Siniaková /  Renata Voráčová hanno sconfitto in finale  Tímea Babos /  Kristina Mladenovic per 2-6, 6-2, [10-5].